# Прилуцьке вікаріатство

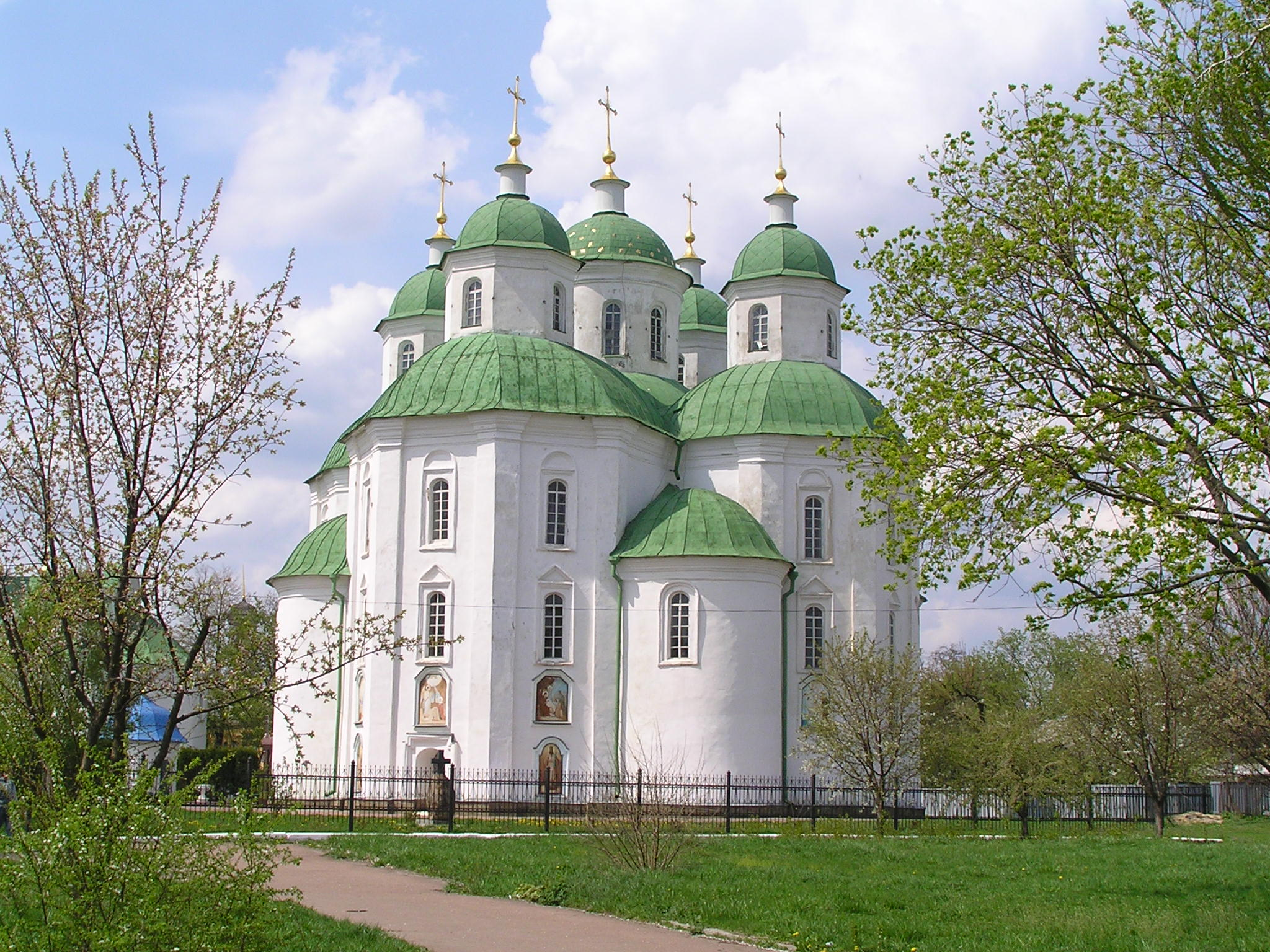
Собор Різдва Пресвятої Богородиці в Прилуках

Прилуцьке вікаріатство — вікаріатство Полтавської єпархії Російської Православної Церкви.
Засноване 31 березня 1884. Свою назву отримало від міста Прилуки Полтавської губернії. Припинило існування у 1928 році.

## Єпископи
- Іларіон (Юшенов) (29 квітня 1884 — 14 листопада 1887)
- Михайло (Грибановський) (6 серпня 1894 — 30 листопада 1895)
- Тихон (Клітін) (30 листопада 1895 — 15 листопада 1896)
- Менандр (Сазонтьєв) (26 січня — 24 травня 1897)
- Филип Бекаревич (17 серпня 1897 — 6 листопада 1899)
- Гедеон (Покровський) (12 листопада 1899 — 12 серпня 1904)
- Гавриїл (Голосов) (12 серпня 1904 — 9 грудня 1905)
- Феодосій (Олтаржевський) (16 грудня 1905 — 3 січня 1908)
- Георгій (Ярошевський) (1 лютого 1908 — 19 листопада 1910)
- Сильвестр (Ольшевський) (11 січня 1911 — 13 листопада 1914)
- Неофіт (Слєдніков) (13 листопада 1914 — 16 жовтня 1917)
- Феодор (Лебедєв) (16 жовтня 1917 — березень 1918)
- Феофілакт (Клементьєв) (1919 — кінець 1922)
- Феодосій (Сергіїв) (15 лютого — липень 1923)
- Василь (Богдашевський) (1924 — 1925)
- Василь (Зеленцов) (25 серпня 1925 — 1928)